# Blue Funnel M-Klasse (1957)
Die M-Klasse (englisch: „M“ class oder „M“ Boats)  der britischen Blue Funnel Line wurde ab 1957 in sechs Einheiten gebaut. Der Entwurf entstand in sechs Einheiten auf zwei verschiedenen Bauwerften. Die M-Klasse war einer der letzten Entwürfe eines herkömmlichen Stückgutschiffstyps der Reederei. Der Entwurf war eine Weiterentwicklung der A-Klasse-Schiffe, deren Auslegung die 1938 bis 1942 für das Tochterunternehmen Glen Line gebauten, aber bei Holt entwickelten Schiffe der Glenearn-Klasse zugrunde lagen.
Das Klassenschiff Melampus gehörte vom Juni 1967 bis zum Mai 1975 zu einer Gruppe von 15 im Suezkanal eingeschlossenen Schiffen, der Gelben Flotte.

## Technische Beschreibung
Die Schiffe besaßen eine Tragfähigkeit von knapp 10.000 Tonnen, sechs Laderäume, Kühlräume und Süßöltanks. Die Schiffe waren die ersten  der Reederei mit stählernen MacGregor-Lukendeckeln. Der Ladungsumschlag erfolgte mit konventionellem Ladegeschirr. Der Antrieb wurde durch einen Harland & Wolff Sechszylinder-Zweitakt-Dieselmotor besorgt. Die Maschinenanlage der Maron erhielt als erstes Schiff der Reederei eine Datenüberwachung  und ein Alarmsystem. Die mittschiffs angeordneten Aufbauten verfügten (ebenfalls erstmals bei der Reederei) über Klimatisierung und einige Passagierplätze.

## Die Schiffe
| Schiffsname | Bauwerft / Baunummer                    | IMO Nummer | Indienststellung | Spätere Namen und Verbleib |
| ----------- | --------------------------------------- | ---------- | ---------------- | --- |
| Menelaus    | Caledon Shipbuilding, Stannergate / 509 | 5232086    | September 1957   | 1972 Mano, 1977 Oti, 1978 Elstar, ab 27. Februar 1979 bei Dong Kuk Steel in Pusan verschrottet                                               |
| Menestheus  | Caledon Shipbuilding, Stannergate / 510 | 5232103    | Mai 1958         | 1977 Onitsha, 1978 Elisland, ab 19. März 1979 bei Lung Fa Steel & Iron Company in Kaohsiung verschrottet                                     |
| Memnon      | Vickers-Armstrong, High Walker / 166    | 5231941    | April 1959       | 1975 Stentor, 1977 Owerri, 1978 Europe, ab 5. Februar 1988 bei Crown Steel Company in Alang verschrottet                                     |
| Machaon     | Caledon Shipbuilding, Stannergate / 515 | 5216422    | April 1959       | 1977 Obuasi, 1978 Med Endeavour, 1979 bei Sing Cheng Yung Iron & Steel Company in Kaohsiung verschrottet                                     |
| Melampus    | Vickers-Armstrong, High Walker / 167    | 5231501    | Juni 1960        | Juni 1967 bis Mai 1975 im Suezkanal eingeschlossen, 1975 Annoula II, ab 11. November 1982 bei Habib Builders in Gadani Beach verschrottet    |
| Maron       | Caledon Shipbuilding, Stannergate / 520 | 5226142    | Juli 1960        | 1975 Rhexenor, 1977 Opobo, 1978 Europe II, 26. März 1982 in Eleusis aufgelegt, ab 5. April 1987 bei Comert Denizcilik in Aliağa verschrottet |